# António Branco
António Branco (Lisboa, 16 de janeiro de 1962) é o artista que criou e personifica o Palhaço Batatinha.
Nasceu em Lisboa mas passou a sua infância no Monte Estoril. Começou por trabalhar com outro palhaço famoso, Croquete, que conheceu aos 16 anos.
Croquete e Batatinha actuaram em vários programas da RTP como "Palhaços À Solta" (1980) e "Circoflé" (1983). Um dos nomes que colaborou com a dupla foi Carlos Alberto Vidal. Separaram-se em 1985 quando verificaram que tinham visões diferentes do espectáculo circense. Ainda hoje a dupla Croquete e Batatinha é referenciada quando se fala de palhaços em Portugal.
Seguiu-se durante 5 anos uma parceria com o palhaço Soneca.
Junta-se depois o Companhia (Paulo Guilherme). Ambos passam pela escola de circo e fazem uma tournée de três anos pela Ásia com o Royal London Circus.
Aquando do regresso apresentam na RTP o programa "Alegria" (1992). Mudam depois para a TVI e começam por apresentar, entre 1994 e 1997, o programa "Vamos ao Circo". A partir de 30 Novembro de 1998 começam a apresentar o programa "o Batatoon, programa diário nascido em colaboração com a produtora Miragem. A ideia era juntar o ambiente de circo com desenhos animados, sketchs, jogos, convidado e acções de solidariedade. O programa foi um grande sucesso originando muitos produtos associados ao programa. A linha Batatoon incluía CDs, jogos de tabuleiro, livros para colorir, linhas de louça, peluches, entre outros. O programa terminou no dia 15 de Março de 2002 após uma zanga em directo entre Batatinha e Companhia.[carece de fontes?]
Em Janeiro de 2011 aconteceu o reencontro na TV com Companhia. Ainda em 2011 foi um do participantes no Programa Último a Sair, uma paródia aos reality-shows.
Após algum tempo de ausência, voltou aos ecrãs mas desta vez no seu " Solo Act " criando um canal no Youtube, com o apoio na criação e gestão de conteúdo da equipa jovem e criativa da Creative Discovery.